# Liste des stations de radio au Niger
Cet article présente la liste des stations de radio diffusant au Niger. Les radios nigériennes diffusent principalement en français.

## Radios nationales

### Radios publiques
- L'Office de radiodiffusion télévision du Niger, abrégé en ORTN - société publique gérant les radios publiques :
  - Voix du Sahel (Niamey) : radio publique nationale généraliste
- BBC WS Africa (White City)
- RFI Afrique (Issy-les-Moulineaux)

### Radios privées
- Radio Alternative FM
- Radio CANAL 3
- Radio Challenge FM 96.6
- Nomade FM
- Radio 2e
- Radio Anfani FM
- Radio Dounia (Niamey)
- Radio Musique
- Radio Saraounia FM
- Radio Shukurah
- Radio Souda
- Radio Yilwa
- Tambara FM
- Ténéré FM
- Radio Dallol FM 96 MHz Balleyara émettre 500W
- Radio Sourou 95.1 MHz a Balleyara

## Radios régionales
- Radio Rurale de Filingué